# John Leyton
John Dudley Leyton, född 17 februari 1936 i Frinton-on-Sea, Essex, England, brittisk sångare och skådespelare, som hade ett flertal hits i början av 1960-talet, bland annat "Johnny Remember Me".

## Filmografi (urval)
- 1963 – The Great Escape
- 1965 – Von Ryan's Express
- 1963 – Krakatoa, East of Java

## Diskografi (urval)
Album
- 1961 – The Two Sides of John Leyton (His Master's Voice CLP497)
- 1963 – Always Yours (His Master's Voice CLP1664)
- 1973 – John Leyton (York Records FYK416)
- 1997 – John Leyton Is Back

Hitsinglar (topp 20 på UK Singles Chart)
- 1961 – "Johnny Remember Me" (#1)
- 1961 – "Wild Wind" (#2)
- 1961 – "Son This Is She" (#15)
- 1962 – "Lonely City" (#14)